# موزه مفاخر فرهنگی هنری بوکان
موزه مفاخر بوکان یکی از موزه‌های استان آذربایجان غربی واقع در شهر بوکان است. خانۀ قدیمی عباس حقیقی از مشاهیر این شهر به وسعت ۳۰۰ مترمربع در سال ۱۳۹۴ توسط شهرداری بوکان خریداری و در سال ۱۳۹۹ مرمت و به موزه مفاخر تبدیل شد. در این موزه آثار ارزشمندی از هنرمندان، نام‌داران و مشاهیر بوکان قرار گرفته‌است.
از آثار موجود در این موزه می‌توان به آثار عباس حقیقی، سید کامل امامی، محمدسعید نجاری، سواره ایلخانی‌زاده، خالد حسامی، حسین شیر بیگی، حسن قزلجی، حسن زیرک، حسن درزی، قادر عبدالله‌زاده، عثمان رحمان‌زاده، ریبین حیدری، خاتوزین، مصطفی شیرزاد، اسماعیل خان فرخی، مقبل هنرپژوه، نسخه اولیه کتاب ابراهیمی افخمی، علی کردار، محمد و یاسین قریشی اشاره کرد.